# Zalęszczyca drobna
Zalęszczyca drobna (Oedemera lurida) – gatunek chrząszcza z rodziny zalęszczycowatych.